# 해주시
해주시(海州市)는 조선민주주의인민공화국 황해남도 중남부에 있는 시이자 황해남도청 소재지이다. 고려시대 서해도 관찰사영이었고, 조선시대 황해도 감영 소재지로서 중심지 역할을 하였으며, 황해남도의 유일한 시로서 황해남도의 산업, 문화, 교통의 중심지이다. 광석천(廣石川)이 시의 중앙을 남류하여 황해의 해주만으로 유입되며, 룡당반도(龍塘半島)에는 해주항이 있다.

## 지리

### 자연
황해남도 남부의 중앙에 위치하며, 시생누대에 형성된 화강편마암 지질로 이루어져 있다. 북에 수려한 수양산을 등지고, 서에 선리산을 끼고, 남에 백호 모양의 남산(南山)을 안은 ㄷ자형의 지형을 이루고 있다. 광석천의 범람원과 단구 위에 시가지가 발달하고 한편 남산을 넘어 더 남쪽으로 리아스식의 해주만을 안고 있다. 또한 그 중앙에 룡당반도가 돌출하여 대안의 진포반도(강령군)와의 사이에 좁은 용당 목을 이루어 해주만을 나누며, 서쪽으로 깊이 만입한 취야만을 분리한다. 해주항은 이 반도 돌단부에 만든 부동항이고 동측의 정도(鼎島)를 인공으로 육계도화하여 방파제를 삼고, 반도 동서 만입부에는 석천포와 결성포의 어항이 있다. 해주의 지형은 한마디로 산을 등지고 바다를 바라보는 곳으로 신라 이래 정치·군사상의 요충지로 중시되어 사적이 많다.

### 기후
위도에 비하여 온화하고 공기가 맑아 마산·진해·여수 등과 예로부터 더불어 전국적인 휴양도시로 알려져 있다. 연평균 기온은 11.9, 1월 평균기온 －2.7 , 8월 평균기온 25.3, 연강수량은 1069.4mm이다. 총 강수량의 60% 이상(622.1mm)이 여름(6·7·8월)에 집중하고, 반대로 겨울(12·1·2월)은 4%(40.3mm)에도 미달되는 건조기를 나타낸다.
| 해주시의 기후                                                                   | 해주시의 기후 | 해주시의 기후 | 해주시의 기후 | 해주시의 기후 | 해주시의 기후 | 해주시의 기후 | 해주시의 기후 | 해주시의 기후 | 해주시의 기후 | 해주시의 기후 | 해주시의 기후 | 해주시의 기후 | 해주시의 기후   |
| 월                                                                              | 1월           | 2월           | 3월           | 4월           | 5월           | 6월           | 7월           | 8월           | 9월           | 10월          | 11월          | 12월          | 연간            |
| ------------------------------------------------------------------------------- | ------------- | ------------- | ------------- | ------------- | ------------- | ------------- | ------------- | ------------- | ------------- | ------------- | ------------- | ------------- | --------------- |
| 역대 최고 기온 °C (°F)                                                          | 12.0 (53.6)   | 14.7 (58.5)   | 22.9 (73.2)   | 27.7 (81.9)   | 34.5 (94.1)   | 36.0 (96.8)   | 36.0 (96.8)   | 37.2 (99.0)   | 34.0 (93.2)   | 29.6 (85.3)   | 25.0 (77.0)   | 17.2 (63.0)   | 37.2 (99.0)     |
| 일평균 최고 기온 °C (°F)                                                        | 1.6 (34.9)    | 4.1 (39.4)    | 9.7 (49.5)    | 16.3 (61.3)   | 21.7 (71.1)   | 25.6 (78.1)   | 27.3 (81.1)   | 29.0 (84.2)   | 25.7 (78.3)   | 19.7 (67.5)   | 11.2 (52.2)   | 3.7 (38.7)    | 16.3 (61.3)     |
| 일일 평균 기온 °C (°F)                                                          | −2.7 (27.1)   | −0.4 (31.3)   | 4.8 (40.6)    | 11.2 (52.2)   | 16.7 (62.1)   | 21.3 (70.3)   | 24.1 (75.4)   | 25.3 (77.5)   | 21.1 (70.0)   | 14.6 (58.3)   | 6.8 (44.2)    | −0.3 (31.5)   | 11.9 (53.4)     |
| 일평균 최저 기온 °C (°F)                                                        | −6.6 (20.1)   | −4.5 (23.9)   | 0.5 (32.9)    | 6.6 (43.9)    | 12.2 (54.0)   | 17.6 (63.7)   | 21.4 (70.5)   | 22.1 (71.8)   | 17.0 (62.6)   | 9.9 (49.8)    | 2.8 (37.0)    | −4.0 (24.8)   | 7.9 (46.2)      |
| 역대 최저 기온 °C (°F)                                                          | −18.9 (−2.0)  | −19.0 (−2.2)  | −12.0 (10.4)  | −6.1 (21.0)   | 0.0 (32.0)    | 2.0 (35.6)    | 10.9 (51.6)   | 9.8 (49.6)    | 2.3 (36.1)    | −4.7 (23.5)   | −11.1 (12.0)  | −18.0 (−0.4)  | −19.0 (−2.2)    |
| 평균 강수량 mm (인치)                                                           | 9.6 (0.38)    | 17.6 (0.69)   | 27.5 (1.08)   | 51.4 (2.02)   | 108.7 (4.28)  | 108.0 (4.25)  | 305.2 (12.02) | 252.8 (9.95)  | 96.2 (3.79)   | 42.6 (1.68)   | 34.8 (1.37)   | 15.0 (0.59)   | 1,069.4 (42.10) |
| 평균 강수일수 (≥ 0.1 mm)                                                        | 3.8           | 3.1           | 4.0           | 5.6           | 7.1           | 8.0           | 12.9          | 10.4          | 5.5           | 4.4           | 5.9           | 5.2           | 75.9            |
| 평균 강설일수                                                                   | 5.5           | 3.3           | 1.2           | 0.1           | 0.0           | 0.0           | 0.0           | 0.0           | 0.0           | 0.1           | 2.1           | 5.9           | 18.2            |
| 평균 상대 습도 (%)                                                              | 65.2          | 62.4          | 63.9          | 64.6          | 70.6          | 77.0          | 85.5          | 80.9          | 72.9          | 68.0          | 69.6          | 68.1          | 70.7            |
| 평균 월간 일조시간                                                              | 188           | 184           | 213           | 224           | 235           | 197           | 133           | 188           | 210           | 215           | 164           | 169           | 2,320           |
| 출처 1: 대한민국 기상청 (평년값, 1991년~2020년)                                 |               |               |               |               |               |               |               |               |               |               |               |               |                 |
| 출처 2: 독일 기상청 (일조시간, 1961년~1990년), Meteo Climat (극값, 1957년~현재) |               |               |               |               |               |               |               |               |               |               |               |               |                 |

## 역사
| Daedongyeojido (Gyujanggak) 11-06.jpg | Daedongyeojido (Gyujanggak) 11-05.jpg |
| Daedongyeojido (Gyujanggak) 12-06.jpg | Daedongyeojido (Gyujanggak) 12-05.jpg |

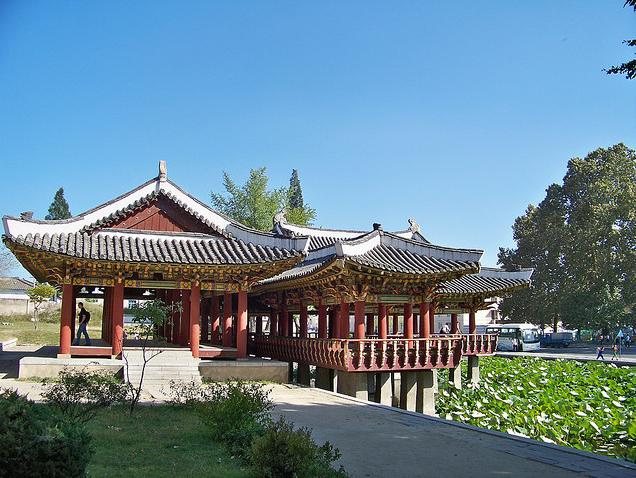
부용당(芙蓉堂). 2003년 복원된 것이다.

고구려 때는 내미홀군(內未忽郡)·지성(池城)·장지(長池)라 부르고, 신라 문무왕(文武王) 이후 한주(漢州)에 속하였다가 경덕왕(景德王) 21년(762) 폭지(瀑池)라 개칭하고 지성을 쌓아 대륙방면에 대한 전위부(前衛部)로 중요시되어 왔다.
고려 태조는 바다에 임한 까닭에 해주(海州)라 명하고  983년(고려 성종 2년) 처음으로 십이목(十二牧)을 두었는데 이 때, 해주에 해주목(海州牧)을 두었다. 이어서 절도사(節度使)를 두고 현종 때에는 절도사를 폐하고 4도호부(都護府)의 하나인 안서도호부를 두었다. 예종 때는 대도호부로 올리고 고종 때 목으로 환원하여 조선에 계승었다.
광해군 때 일시 현(縣)으로 강등되었다가 인조 원년 복구되고, 고종 32년(1895년) 23부(府) 실시로 해주부가 되어 16군을 관하에 두었다가 1896년 13도(道制) 실시로 황해도의 도청소재지로 되었다.
- 1920년 지정면(指定面)으로 승격하였다.
- 1931년 4월 1일 해주면을 해주읍(邑)으로 승격하였다.[6]
- 1938년 10월 1일 해주읍을 해주부(府)로 승격하였다.[7] 종래의 해주군은 벽성군(碧城郡)으로 개칭하여 분리하였다.
- 1940년 개항장으로 지정되었다.
- 1943년 10월 1일 벽성군 서석면 일부를 편입하였다.[8]

| 조선총독부령 제296호                 |             |
| 구 행정구역                          | 신 행정구역 |
| 벽성군 서석면 읍청리, 동양리, 율동리 | 해주부 일부 |
- 1945년 9월 2일 : 미국과 소련이 38선을 경계로 한반도를 분할 점령할 때 대부분이 38선 이북에 속했다. 38선 이남의 용당포 지역은 미군정과 소련군정의 합의 끝에 38선 이북으로 간주하기로 합의하였다.[9]
- 광복 후 해주시(市)로 개칭하였다.
- 1954년 황해도가 2개 도로 나뉘면서 황해남도 도청소재지가 되었다.
- 1961년 청단군 영양리와 벽성군 신광리를 편입하였다.
- 1965년 청단군 작천리·장방리를 편입하였다.
- 1973년 국제 무역항이 되었다.

## 행정 구역
현재의 행정구역은 26동과 5리로 구성되어 있다.
| - 결성동(結城洞) - 광석동(廣石洞) - 광하동(廣河洞) - 구제동(九濟洞) - 남산동(南山洞) - 대곡동(大谷洞) - 룡당동(龍塘洞) - 부용동(芙蓉洞) - 사미동(四美洞) - 산성동(山城洞) - 새거리동 - 서애동(西艾洞) - 석미동(石美洞) - 석천동(石川洞) - 선산동(先山洞) - 승마동(乘馬洞) | - 양사동(養士洞) - 양지동(陽地洞) - 연하동(煙霞洞) - 영광동(榮光洞) - 옥계동(玉溪洞) - 읍파동(挹坡洞) - 장춘동(長春洞) - 학현동(鶴峴洞) - 해운동(海雲洞) - 해청동(海淸洞) - 신광리(神光里) - 연양리(煙陽里) - 영양리(迎陽里) - 작천리(鵲川里) - 장방리(長芳里) |

## 산업
지리적 영향으로 일찍부터 상업·공업이 발달하였으며 1973년 해주항이 기존의 군항에서 국제무역항으로 확장되면서 북한 9대 공업지구의 하나가 되었다. 주요 공업으로 건재·화학·기계·금속조선·일용품·피복·유리·도자기 등이 있고, 특히 풍부한 양질의 석회석을 원료로 한 시멘트공업이 대표적이다. 인산비료·페인트·염료·유산·가성소다 등이 화학공업과 연결농기계·콤바인·트랙터 등의 기계공업도 알려져 있다.
농업은 남부 평야지대에서 주로 벼농사가 이루어지고, 교외에서 채소와 배·복숭아·감 등의 과일이 생산된다. 또한 젖소·돼지·닭·오리 사육도 성하다. 대어장인 연평도가 해주만 앞에 자리하여 조기잡이가 성황을 이뤘으며, 숭어·전어·민어·새우·굴 등의 어획도 많다. 특산물로는 해주먹, 장산곶(長山串) 부근 해저에서 채취한 돌로 만든 벼루가 있다.

## 교통
철도 교통으로는 해주와 사리원 사이 해주선이 경의선에 연결되어, 해주에서 토성(土城)·개성으로 이어지는 황해청년선, 해주 옹진 사이의 옹진선 등이 있다. 또한 개성에서 옹진에 이르는 50번 국도와 재령(載寧)을 경유하여 사리원에 닿는 국도가 있다. 공항으로는 해주공항이 있다.

## 참고 자료
- Dormels, Rainer. North Korea's Cities: Industrial facilities, internal structures and typification. Jimoondang, 2014. ISBN 978-89-6297-167-5

## 같이 보기
- 해주시 (대한민국)